# Pont de les Arts
|  | Aquest article tracta sobre el pont de València. Si cerqueu el pont de París, vegeu «Pont des Arts». |

El pont de les Arts és un pont de la ciutat de València que creua el Jardí de Túria i connecta el barri de Tendetes amb el del Carme i del Botànic. Així mateix, uneix els carrers del Pare Ferrís i de Mauro Guillén i l'avinguda de Menéndez Pidal amb el passeig de la Petxina i els carrers de Guillem de Castro, de Na Jordana i de la Blanqueria. A l'eixida sud del pont hi ha l'Institut Valencià d'Art Modern, el qual dona lloc al nom de les Arts, i el Centre Cultural la Beneficència que conté el Museu Etnològic de València. Va ser dissenyat als 90 per l'enginyer Leonardo Fernández Troyano. i va ser construït per l'arquitecte Norman Foster el 1998.
És un pont amb aspecte modern, fet de formigó, ample, llarg i situat a poca altitud respecte de la llera del riu. És una obra d'enginyeria actual de dos taulers separats uns 20 metres i recolzats transversalment en una sola pila. El pont té una llargària total de 145 m dividits en 5 vans de 20-36-36-36-20 m.